# یاکوپو بلینی

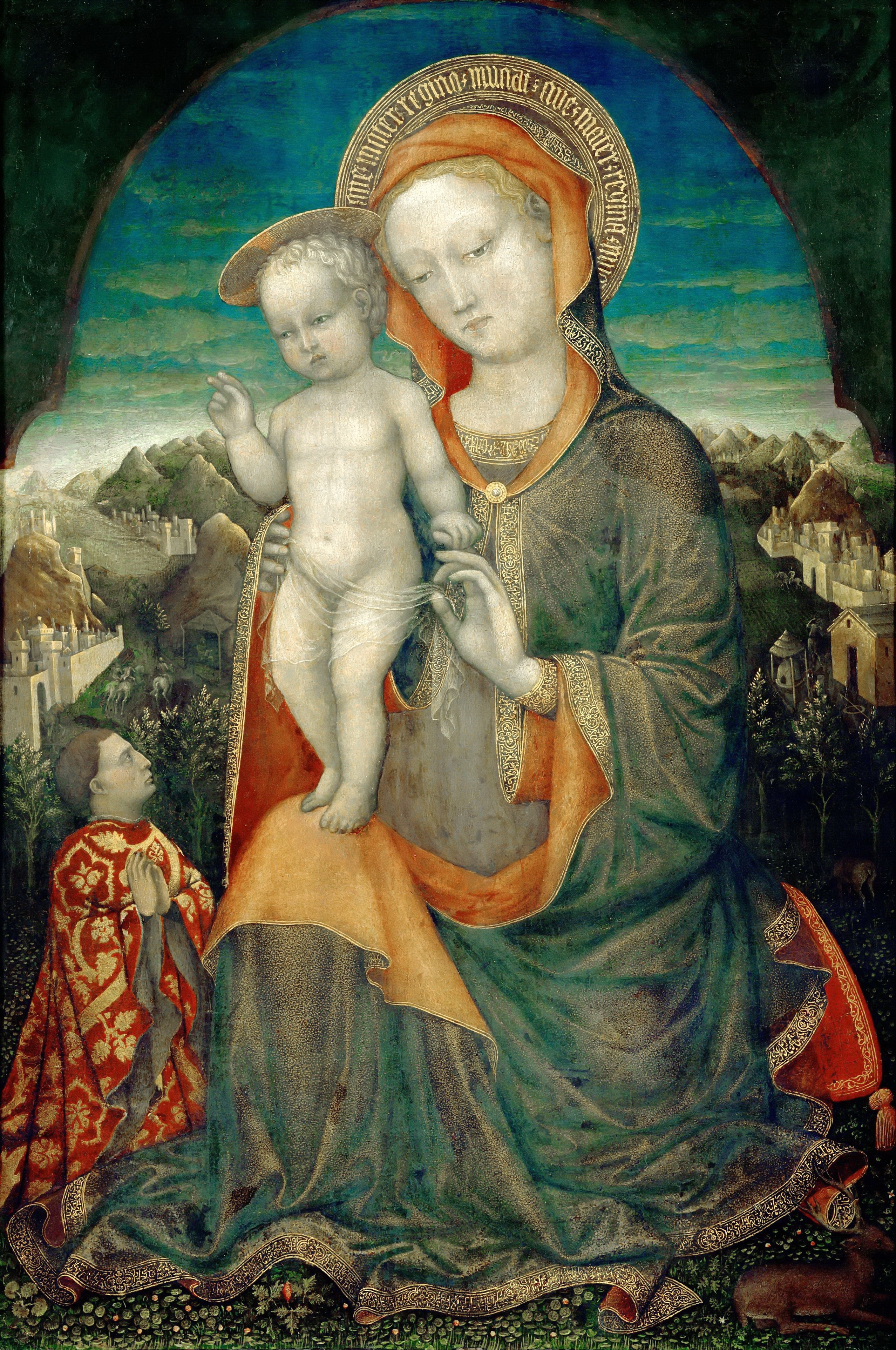
باکرهٔ تواضع

یاکوپو بلینی (۱۴۷۰–۱۴۰۰ میلادی) از بنیان‌گذاران نقاشی به سبک هنر رنسانس در ونیز و شمال ایتالیا بود. پسران وی جنتیله بلینی و جووانی بلینی و دامادش آندرئا مانتنیا نیز نقاشان برجسته ای بودند.
تعداد کمی از نقاشی‌های وی اکنون موجود می‌باشند. اما دو طرح کتاب (یکی در موزه بریتانیا و دیگری در موزه لوور) علاقه وی را به چشم‌انداز و طراحی معماری دقیق نشان می‌دهند و مهم‌ترین میراث او می‌باشند.

## زندگی‌نامه
وی در ونیز زاده شد. احتمالاً از شاگردان جنتیله دا فابریانو در ونیز بود.